# Zimtöl

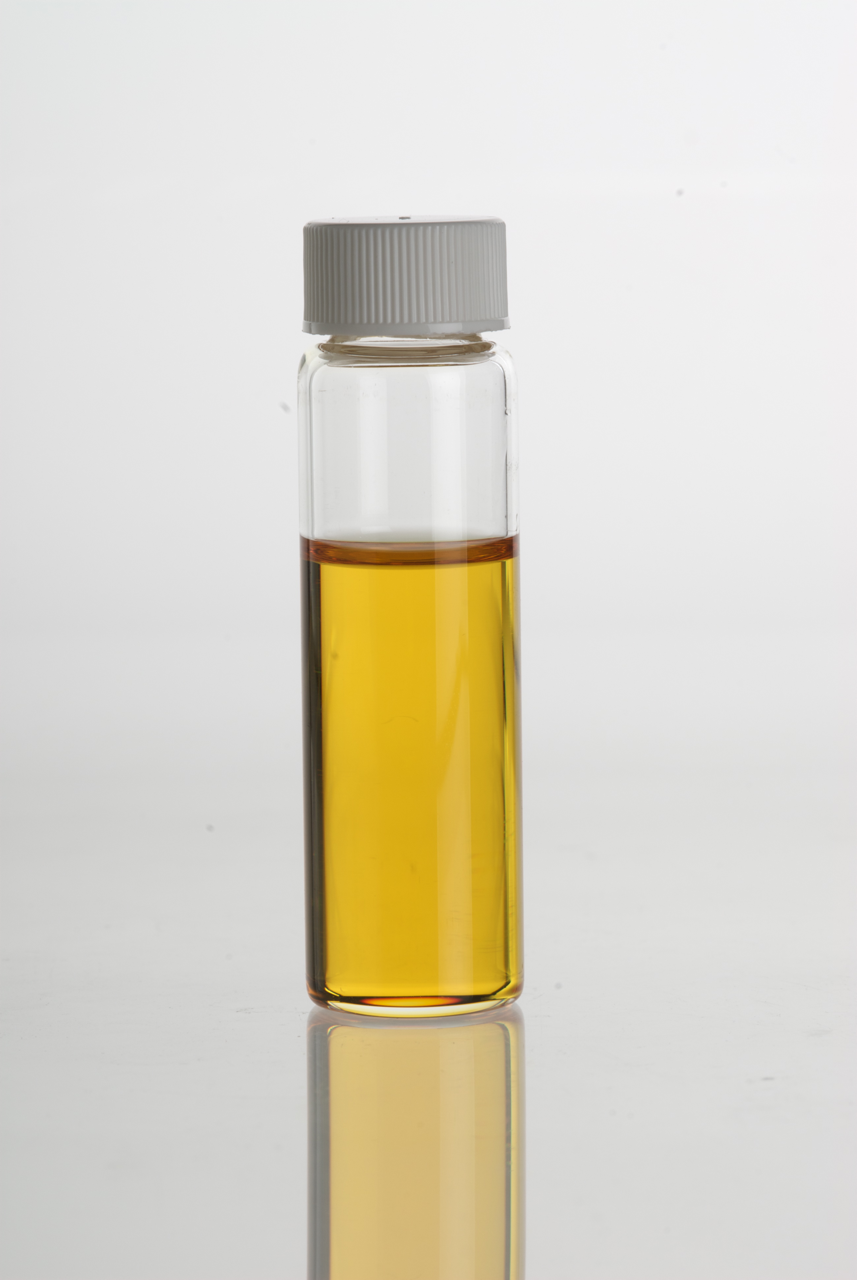
Zimtrindenöl

Zimtöl ist ein ätherisches Öl, das aus den verschiedenen Zimtsorten gewonnen wird. Wichtige Inhaltsstoffe des Zimtöls sind Zimtaldehyd, Eugenol und Zimtsäure.

## Typen

### Cinnamomum verum
Das echte Zimtöl (Zimtrindenöl) wird in den Plantagen auf Ceylon aus den Abfällen der Zimtrinde durch Wasserdampfdestillation hergestellt. 200 kg Rinde sollen 1 kg Öl geben. Dieses ist farblos oder blassgelb, etwas dickflüssig, wird mit dem Alter rötlichgelb bis bräunlichrot, riecht fein zimtartig, schmeckt süßlich aromatisch und beißend scharf (noch bei −25 °C), klar und flüssig, mit einer Dichte von 1,006 bis 1,044 g/cm3, siedet bei 220 °C, reagiert frisch neutral, im Alter sauer, löst sich wenig in Wasser und mischt sich mit Alkohol in jedem Verhältnis. Hauptbestandteil ist Zimtaldehyd. 
Zimtblätteröl aus den Blättern des echten Zimtbaums ist braun, riecht durchdringend aromatisch, schmeckt stechend, reagiert sauer und besteht überwiegend aus Eugenol.

### Cinnamomum cassia
Zimtkassienöl (Cassiaöl) wird in China durch Destillation der Zimtkassie mit Wasser gewonnen (Ausbeute 0,7 %), ist dickflüssig, mehr bräunlich als rötlich, riecht zimtartig, aber weniger fein und schmeckt weniger brennend als das echte Zimtöl, erstarrt unter 0 °C, schmilzt bei 5 °C, reagiert frisch neutral, im Alter sauer, mit einer Dichte von 1,03 bis 1,09 g/cm3, löst sich wenig in Wasser, mischt sich mit Alkohol, siedet bei 225 °C und besteht, wie das vorige, wesentlich aus Zimtaldehyd, welcher an der Luft leicht in Zimtsäure übergeht. Zimtblütenöl gleicht dem Kassienöl.
Zimtöle besitzen aufgrund ihres Gehaltes an Zimtaldehyd ein erhebliches Sensibilisierungspotential, rufen also häufig Allergien hervor.

## Einsatzgebiete
Man benutzt die Zimtöle in der Parfümerie und zur Likörfabrikation. Pharmazeutische Qualitäten werden aus dem Ceylon-Zimt gewonnen (Cinnamomi zeylanici corticis aetheroleum).

Chemische Struktur von Zimtaldehyd

### Insektizid
Neue Forschungsergebnisse zeigen, dass Zimtöl ein wirksames Insektizid darstellt. Mindestens vier darin enthaltene Wirkstoffe, insbesondere der Zimtaldehyd, tötet die Insekten schon in geringen Konzentrationen im Larvenstadium ab: 29 ppm sind ausreichend, um die Hälfte der behandelten Mückenlarven nach 24 Stunden abzutöten. Ob sich Zimtöl auch als Repellent (Abwehrstoff) gegen ausgewachsene Mücken und Moskitos eignet, wird zurzeit erforscht.
Es gibt bereits erfolgreich eingesetzte Mittel gegen Hausstaubmilben, deren Kot die Hausstauballergie auslöst.

### Mikrobizid
Die seit alters her bekannte mikrobizide Wirkung von Zimtöl wird hauptsächlich dem darin enthaltenen Eugenol zugeschrieben.

## Gewinnung
Neben der Wasserdampfdestillation kann die Gewinnung von Zimtöl durch Extraktion mit niedrig siedenden Alkoholen wie Propan-2-ol (iso-Propanol) oder Ethanol aus der Zimtrinde erfolgen. Aufgrund der niedrigen Flüchtigkeit der Hauptkomponenten kann das verwendete Extraktionsmittel abdestilliert werden und das Zimtöl bleibt zurück. Nach der Entfernung des Lösemittels kann der Hauptbestandteil des Öls Zimtaldehyd durch Erwärmen und Zufuhr von Luft leicht zu Zimtsäure oxidiert werden, das Öl muss daher unter Luftabschluss aufbewahrt werden.